# Kerktoren

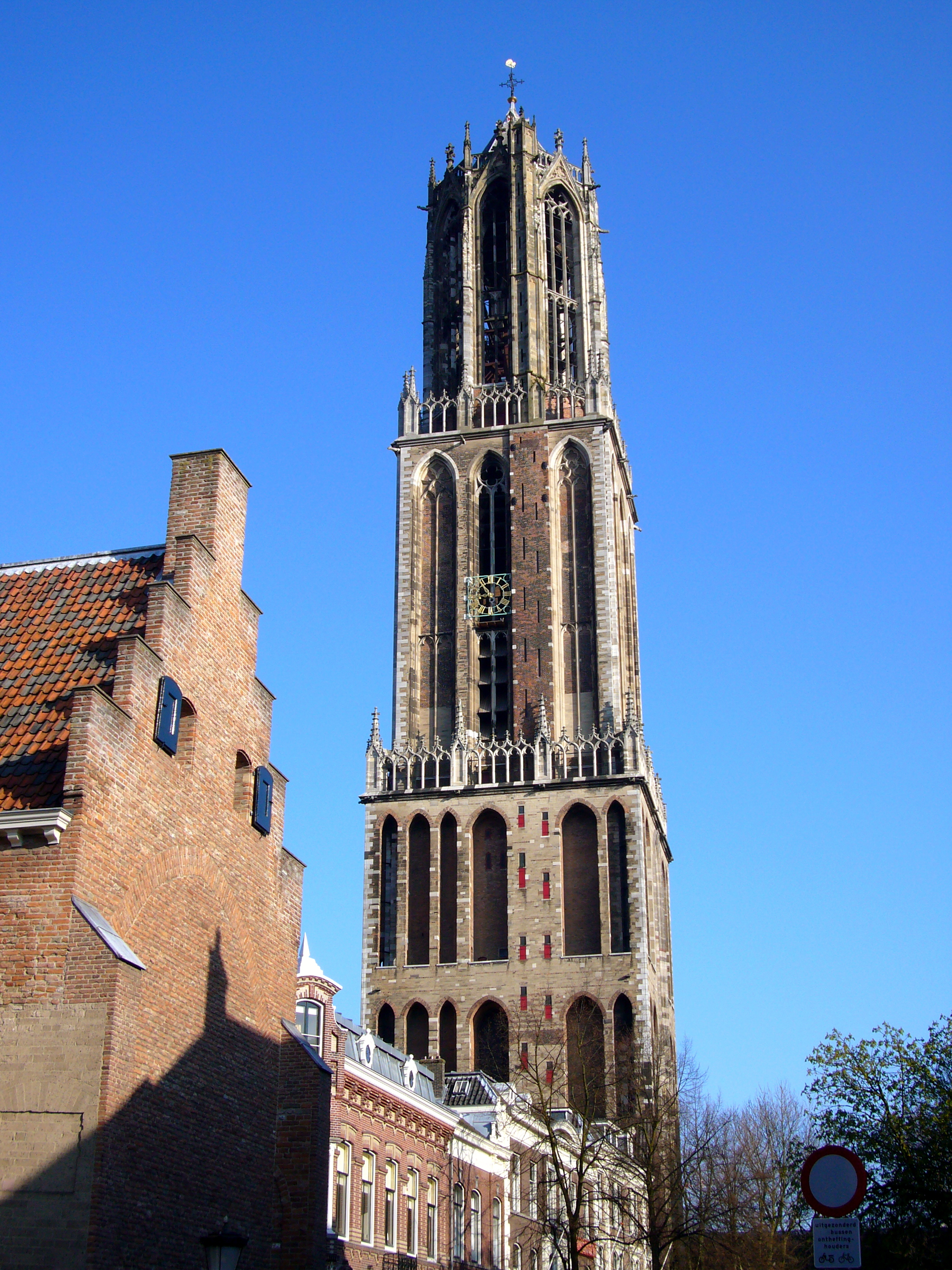
De Domtoren in Utrecht, de hoogste kerktoren van Nederland (2008)

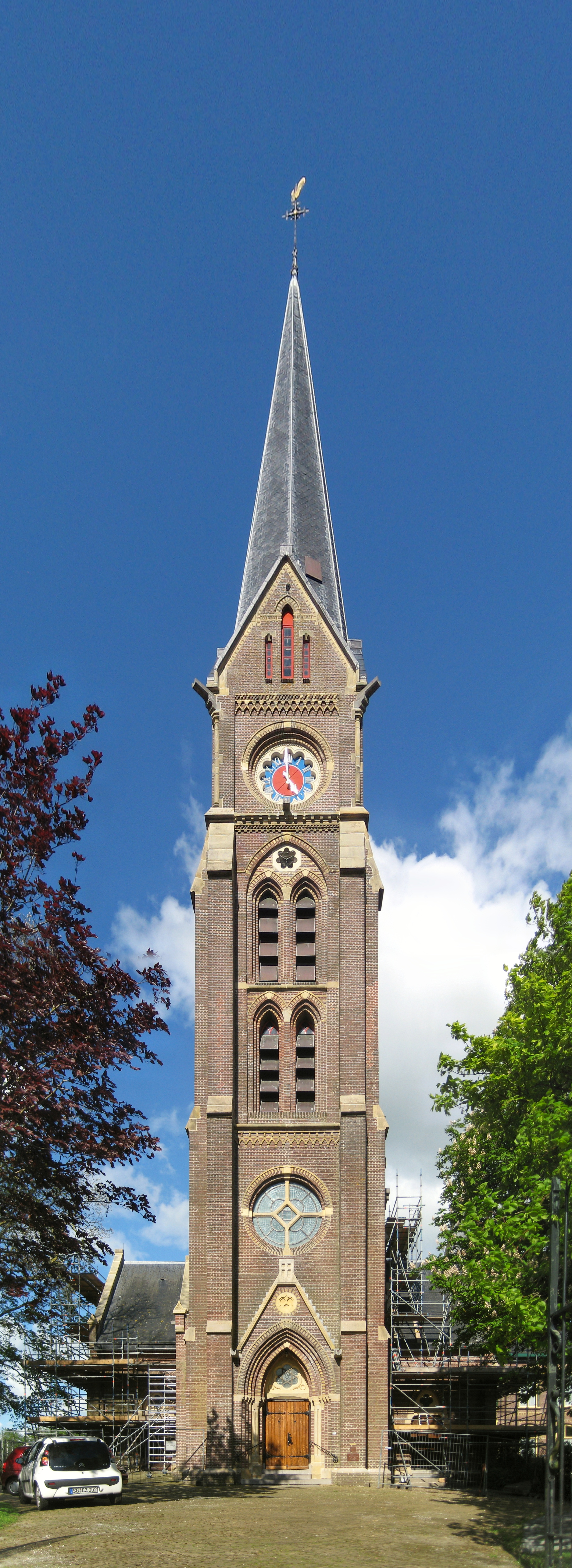
De toren van de Sint-Vituskerk in het Friese dorp Blauwhuis (2014)

Een kerktoren is een hoog opgaand bouwwerk of toren behorend bij een kerkgebouw. Hij is bedoeld om het geluid van de bovenin gehangen klokken ver te laten klinken.

## Algemeen
De plattegrond is meestal vierkant of bijna vierkant. Soms is deze achthoekig zoals de Lange Jan in Middelburg. Ook komt zeshoekig voor, zoals in Nieuwerkerk en in Den Haag en een enkele keer rond. De doelen voor de bouw van een kerktoren zijn divers. Torens werden gebouwd ter verdediging van de stad, bijvoorbeeld als uitzichtpunt tegen vijanden of brand. Een ander doel is oriëntatiepunt voor de omgeving. Tot slot is een doel blikvanger te zijn voor de stad en in het bijzonder voor de kerk.
In de toren worden de klokken opgehangen. Als dit niet mogelijk was, omdat het geld om een toren te bouwen ontbrak, is er soms een klokkenstoel. Op de top van de toren staat meestal een symbool. Op protestantse kerken in Nederland staat meestal een weerhaan die de windrichting aan geeft. Katholieke kerktorens in Nederland hebben meestal een kruis.
Meestal maakt de toren onderdeel uit van de kerk en is hij er aan vast gebouwd. In verschillende plaatsen staat de toren los van de bijbehorende kerk, zoals in Garmerwolde of Oosterhesselen. In Utrecht ging het middenschip van de Dom in 1674 bij een storm verloren, zodat de Domtoren los kwam te staan. Het gehucht Westerdijkshorn in de gemeente Bedum heeft alleen een toren en geen kerk. De diensten werden in een boerderij gehouden.
In een aantal gevallen is de toren ouder dan de kerk, in Onstwedde bijvoorbeeld. De Juffertoren daar is eerder een verdedigingstoren geweest waarin de bevolking zich terugtrok als er gevaar dreigde. Later is de kerk ertegen aangebouwd, zodat de toren een kerktoren werd.

### Landmeetkundige functie
Kerktorens hebben tot de opkomst van satellietnavigatie (gps) een belangrijke rol gespeeld in de geodesie en landmeetkunde voor driehoeksmeting. Hierbij worden op een punt met ver zicht de richtingen naar andere punten gemeten. In het vlakke Nederland was dit meestal een kerktoren. Hieruit kon de onderlinge ligging nauwkeurig bepaald worden. De Onze Lieve Vrouwetoren in Amersfoort is het centrale punt en voormalig nulpunt van het  Stelsel van de Rijksdriehoeksmeting in Nederland. Nog altijd zijn bij het Nederlandse Kadaster coördinaten met centimeterprecisie van veel Nederlandse kerktorenspitsen verkrijgbaar. Deze kunnen door landmeters gebruikt kunnen worden om hun eigen metingen op aan op te hangen. Deze landmeetkundige werkwijze heet aansluiting.

### Militaire functie
Kerktorens zijn door de beschutting en het zicht op de omgeving die zij bieden ook voor militaire doeleinden gebruikt. De vrijstaande bakstenen klokkentorens in de provincie Groningen en Oost-Friesland hadden bijvoorbeeld vaak tevens een militaire functie voor de dorpsgemeenschap.
Dankzij een in 1798 ingevoerde wet zijn alle kerktorens van voor die datum in Nederland eigendom van de gemeentelijke overheid. Dit was nodig omdat de torens als uitkijkpost een militaire functie gingen vervullen.
Het hedendaags internationaal humanitair recht verbiedt aanvallen op religieuze gebouwen. Daarom is ook het militair gebruik van religieuze gebouwen verboden omdat het deze gebouwen tot doelwit maakt.

## Hoogste torens
De hoogste kerktoren ter wereld is het Munster van Ulm in de Duitse stad Ulm. Deze toren is 161,53 meter hoog en was tijdens de bouw even het hoogste bouwwerk ter wereld. Deze status ging echter al snel weer verloren aan de Eiffeltoren. Ook de status van hoogste kerktoren ter wereld lijkt nu verloren te gaan aan de Sagrada Familia in het Spaanse Barcelona. Bij deze kathedraal is een 170 meter hoge kerktoren gepland.
- Lijst van hoogste kerktorens

Voor Nederland zie:
- Lijst van hoogste kerktorens in Nederland

Voor België zie:
- Lijst van hoogste kerktorens in België

## Vormen van kerktorens
Kerktorens kunnen in verschillende manieren gecombineerd worden met kerkgebouwen, waaronder de volgende.
- Voorstaande toren. De toren is tegen de kopgevel van (meestal) het schip aan gebouwd of andersom.
- Ingebouwde toren. De toren is opgenomen (meestal) in het schip. Hierbij loopt de gevel van de toren óf gelijkt met de kopgevel van het schip óf valt zelfs binnen het schip.
- Een uitgebouwde of deels ingebouwde toren. De toren is voor een deel (meestal) in de kopgevel van het schip opgenomen en steekt hieruit.
- Kruisingtoren of vieringtoren. De toren bevindt zich boven de kruising van een kerk.
- Een koortoren. Aanbouw tegen het koor.

Kerktorens kunnen in verschillende vormen voorkomen, waaronder de volgende.
- Achtkantige spits tussen vier topgevels
- Afgeknotte torenspits
- Campanile
- Dakruiter
- Gedraaide torenspits
- Gemetselde spits
- Ingesnoerde torenspits
- Klokkentoren
- Kruisdaktoren
- Naaldspits
- Paraboolvormige spits
- Rombisch dak of ruitdak
- Ronde toren
- Torenspits met flankerende torentjes
- Torenspits met ui-vorm
- Toren met flankerende torentjes - veel te vinden op de Britse Eilanden
- Vieringtoren
- Toren met zadeldak

## Afbeeldingen

### Naar vorm

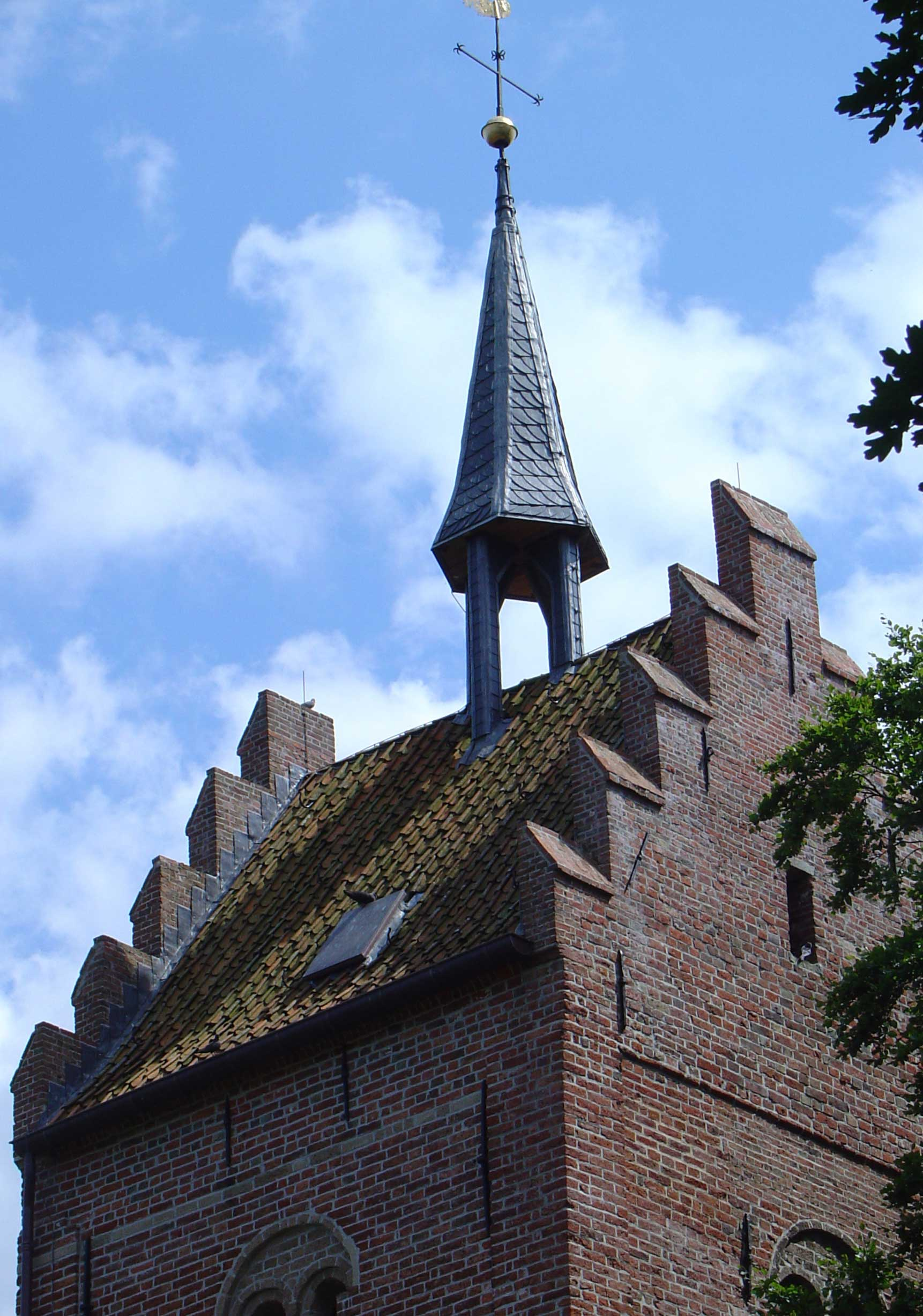
Zadeldaktoren op de Magnuskerk van Anloo.
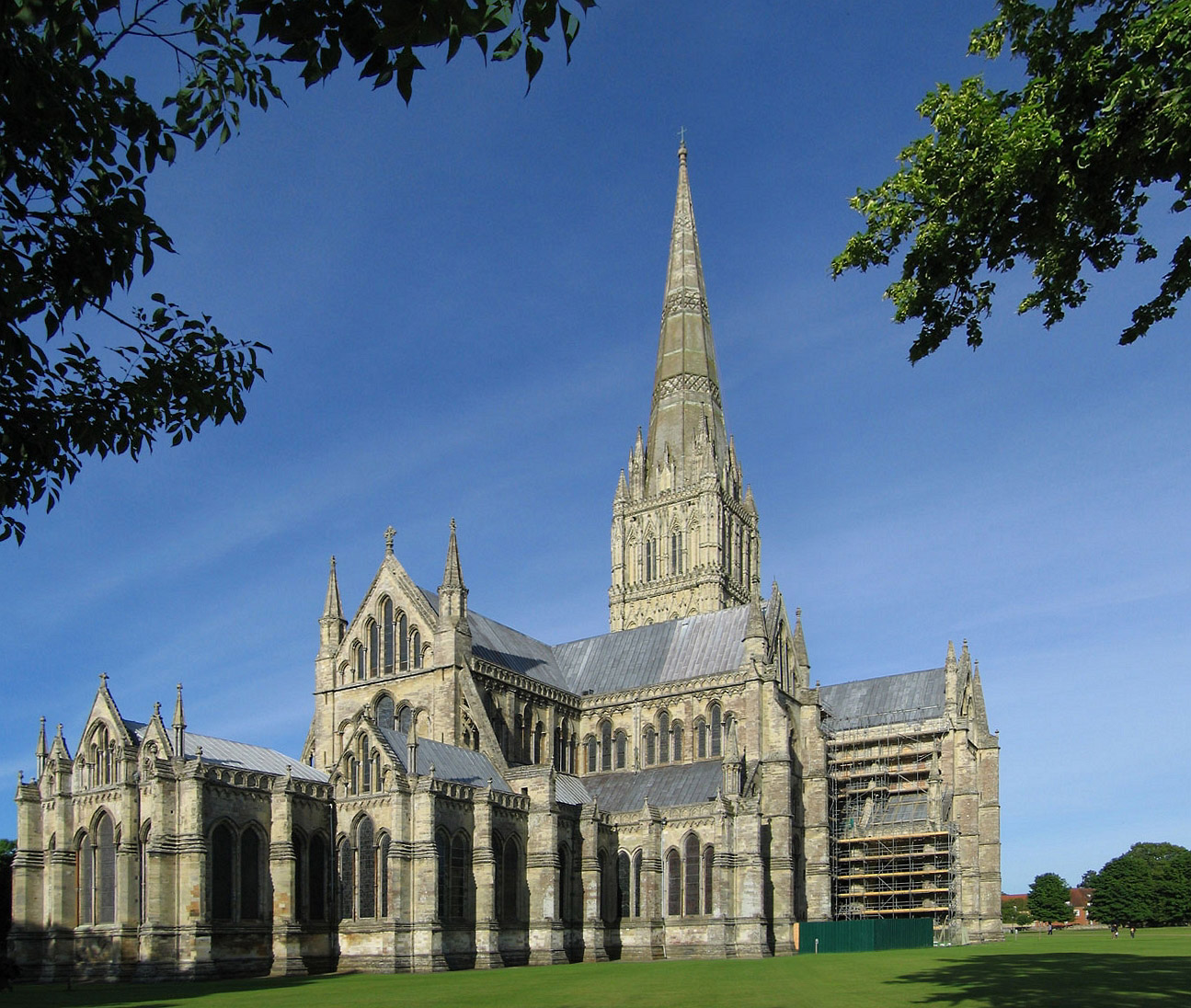
De torenspits van de Kathedraal van Salisbury.
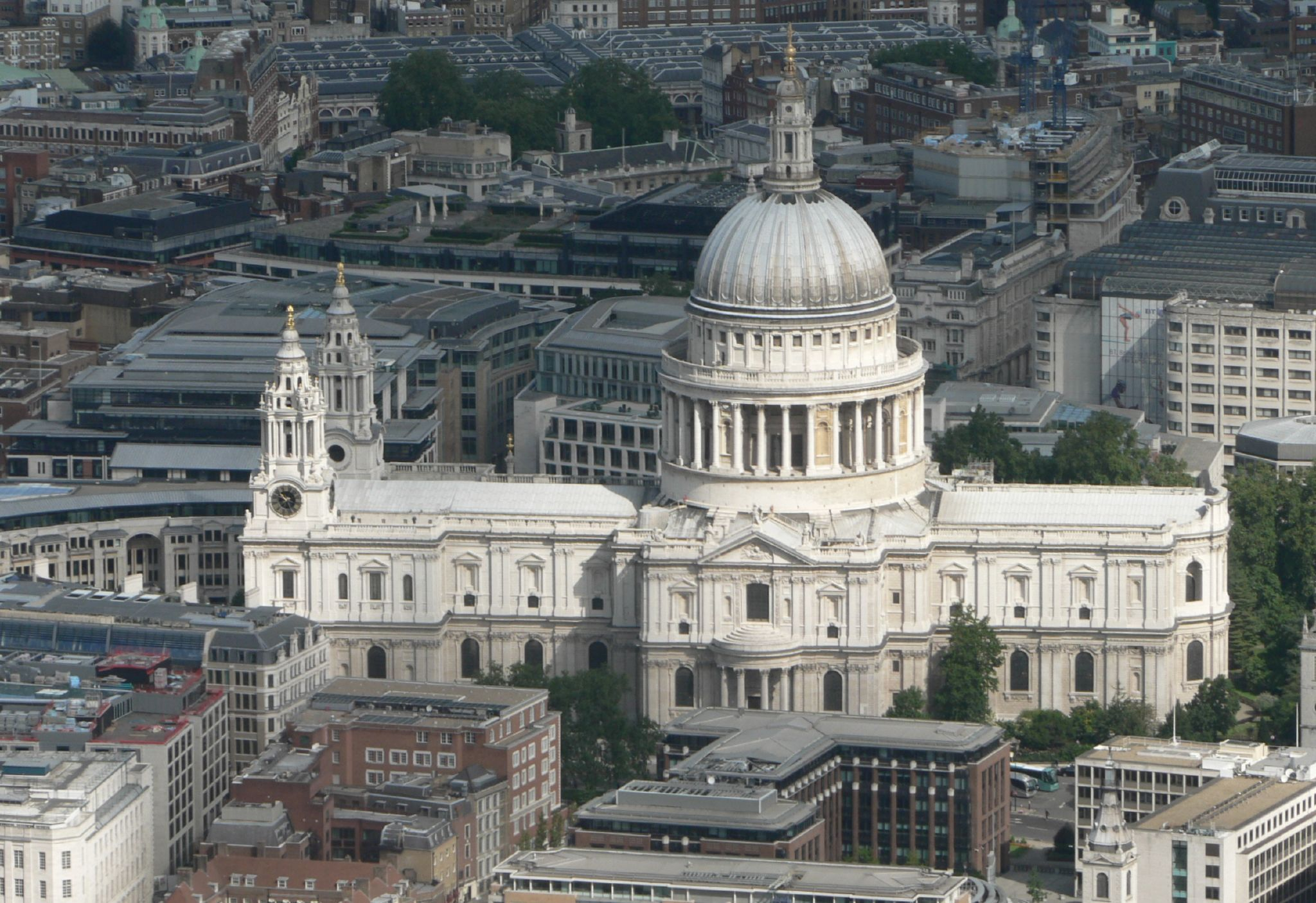
St Paul's Cathedral in Londen met koepeltoren.
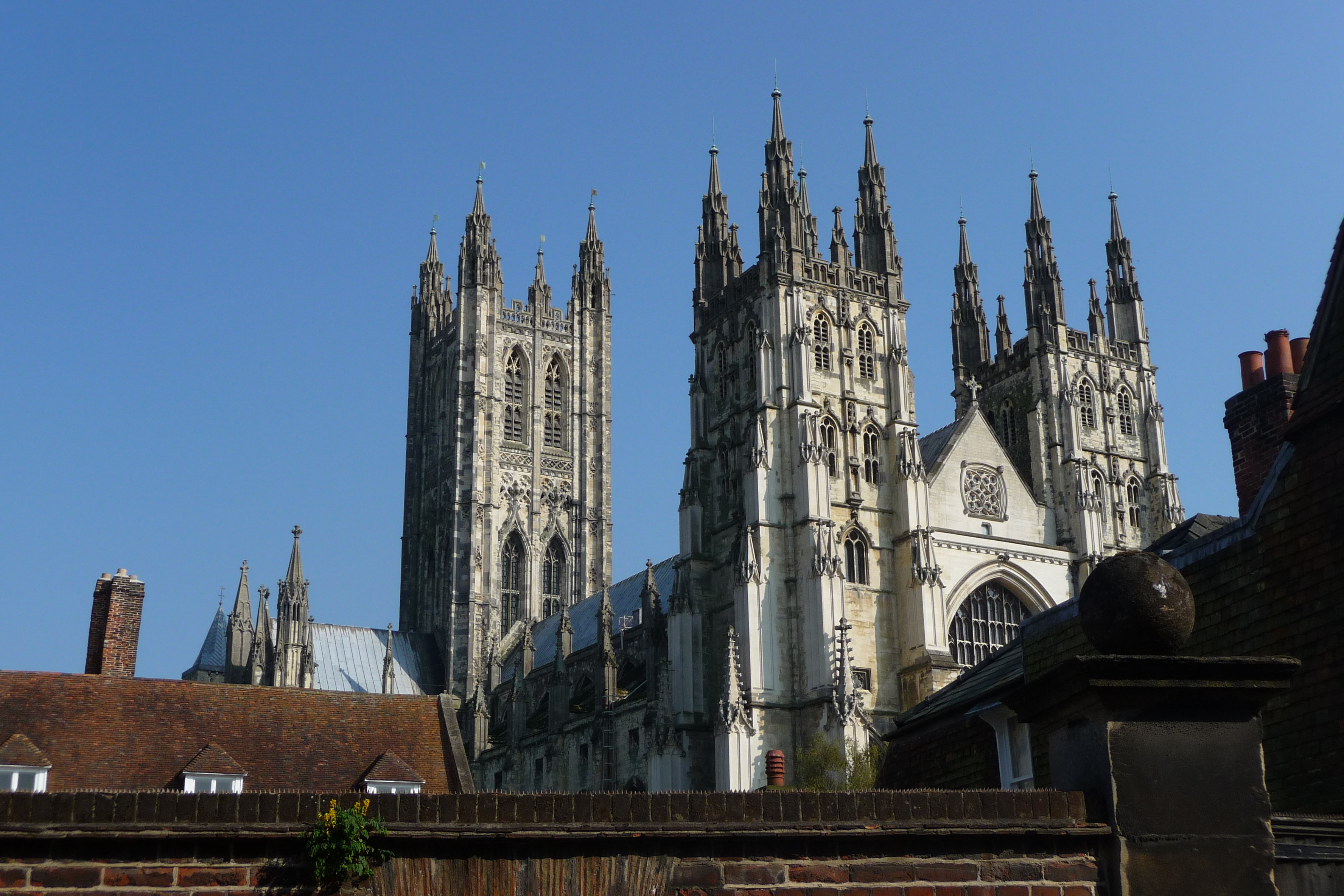
De kathedraal van Canterbury met toren met flankerende torentjes.
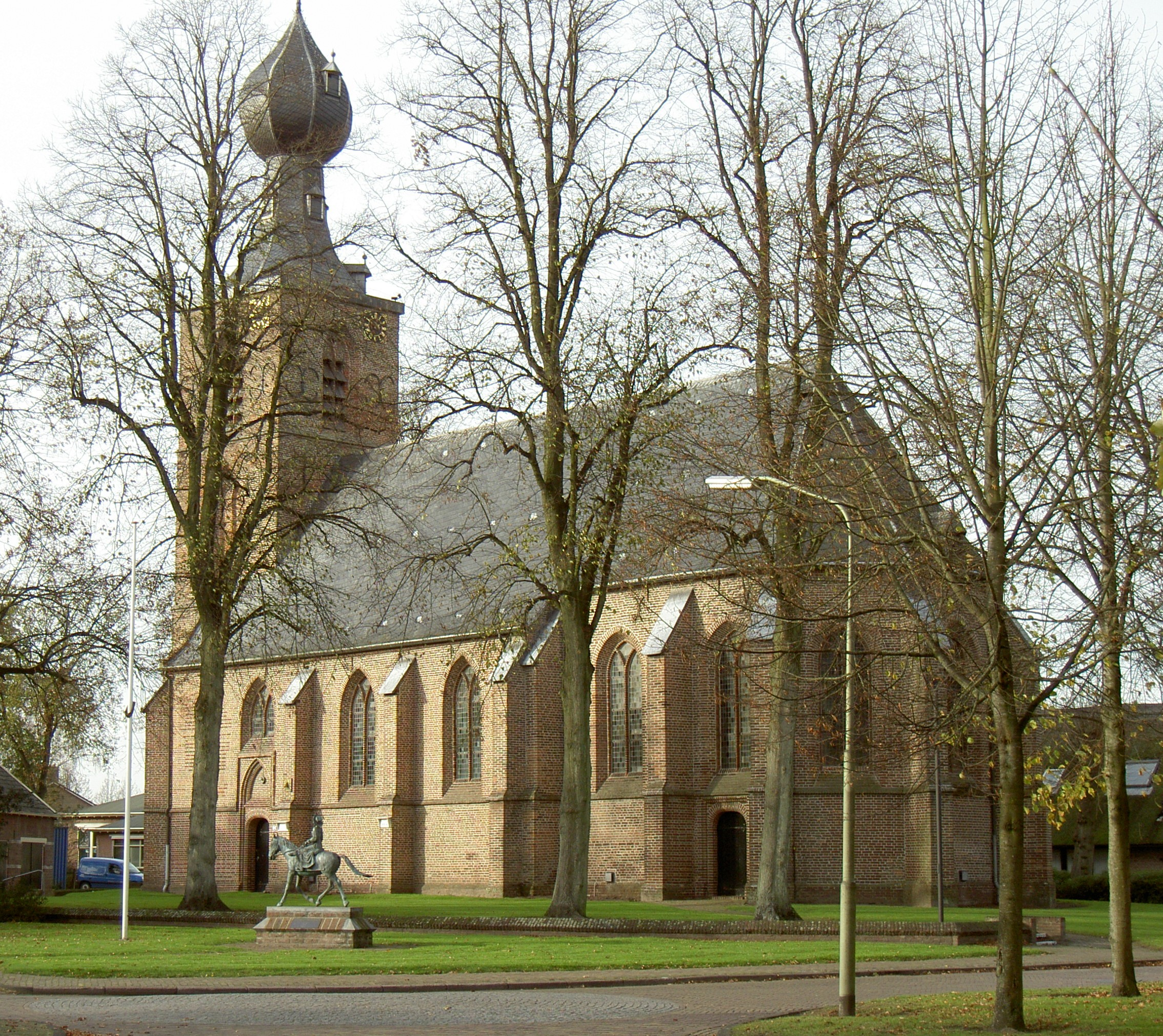
De Sint-Nicolaaskerk van Dwingeloo met ui.
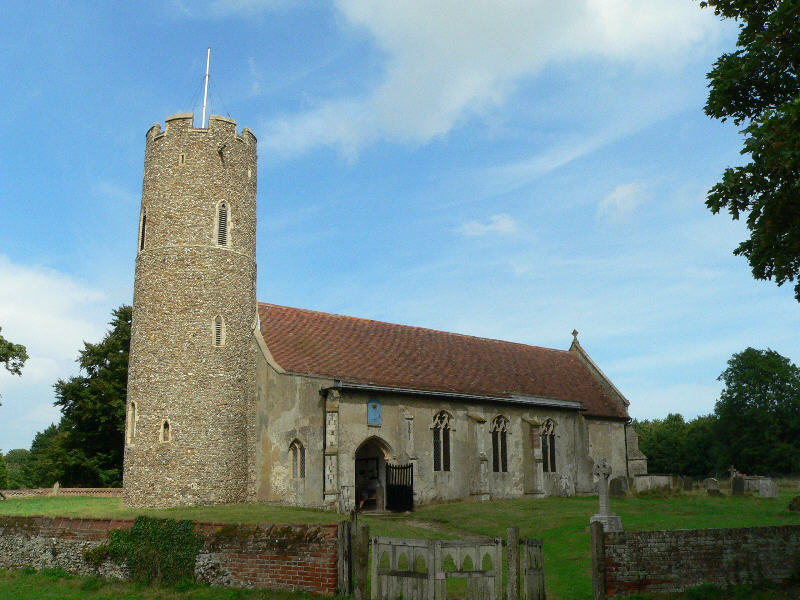
Ronde toren van de kerk van Frostenden, Suffolk
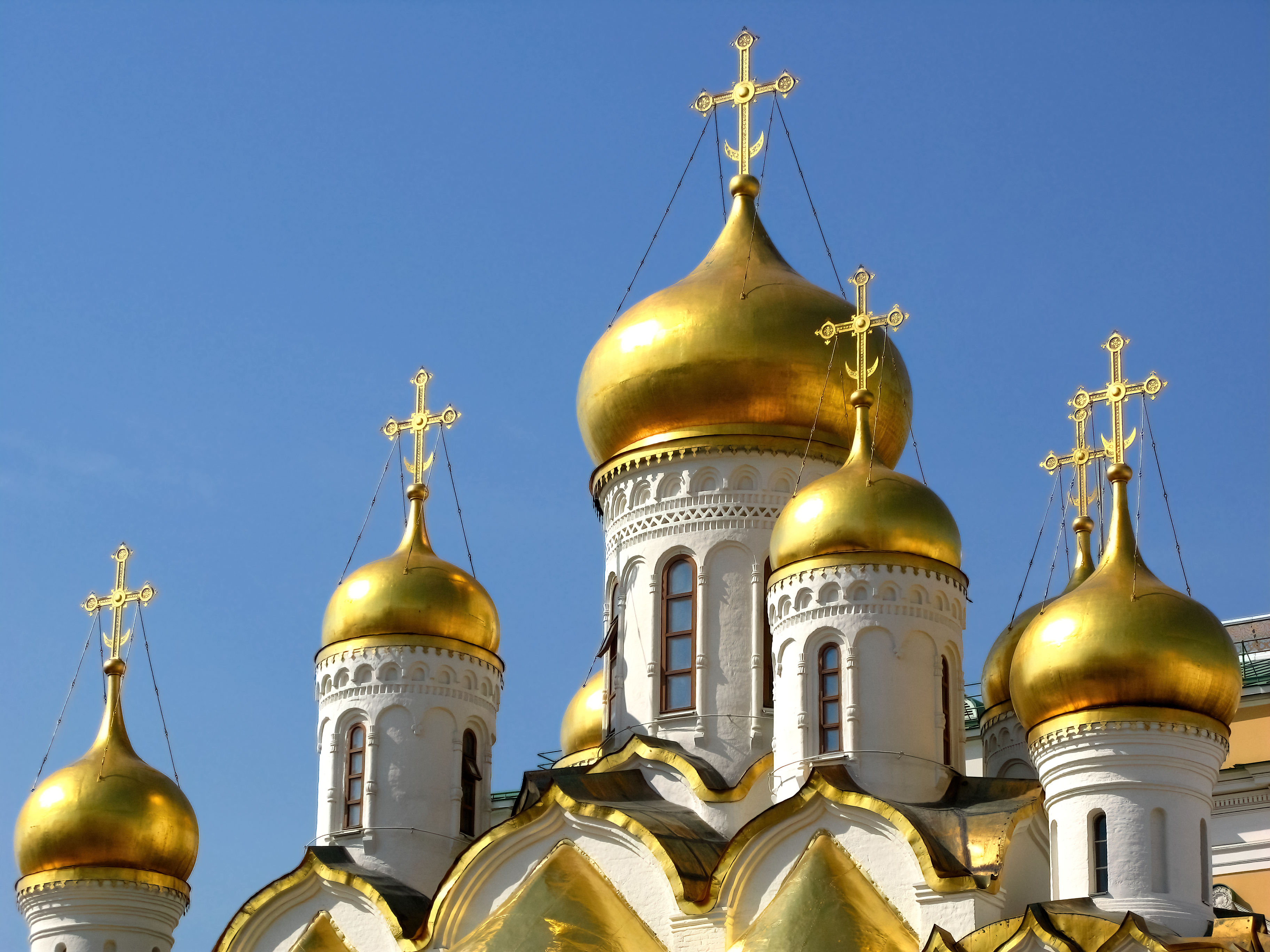
Torenspits met ui-vorm in Moskou
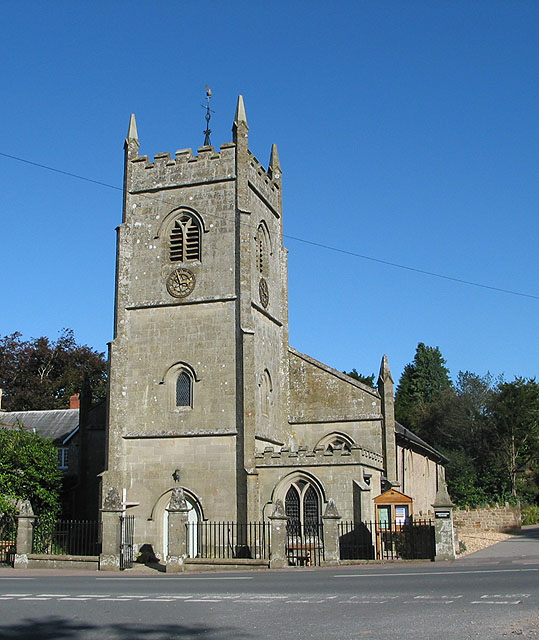
Toren met flankerende torentjes
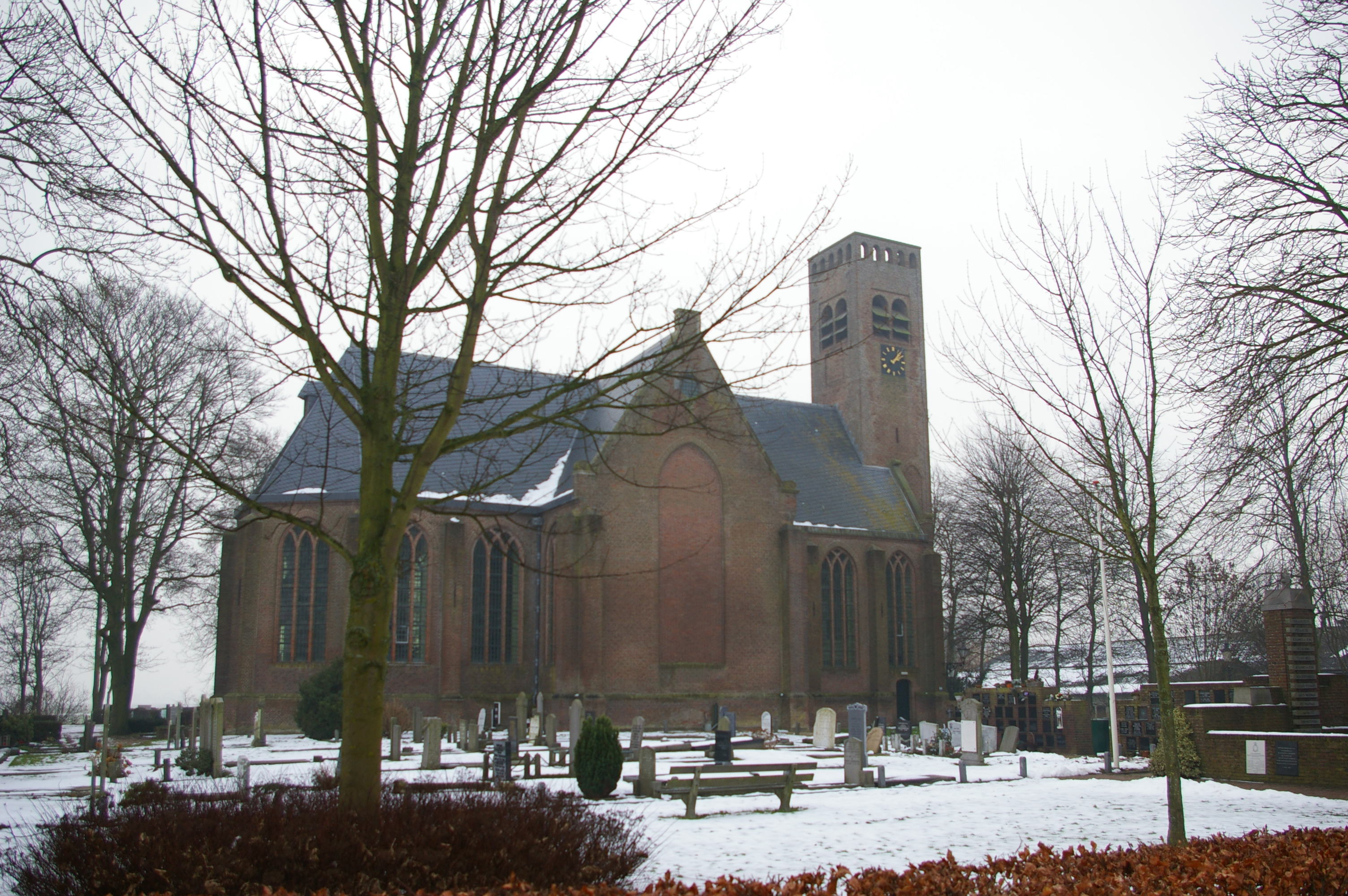
Stompe toren, toren zonder spits, van de Hervormde kerk in Stompetoren
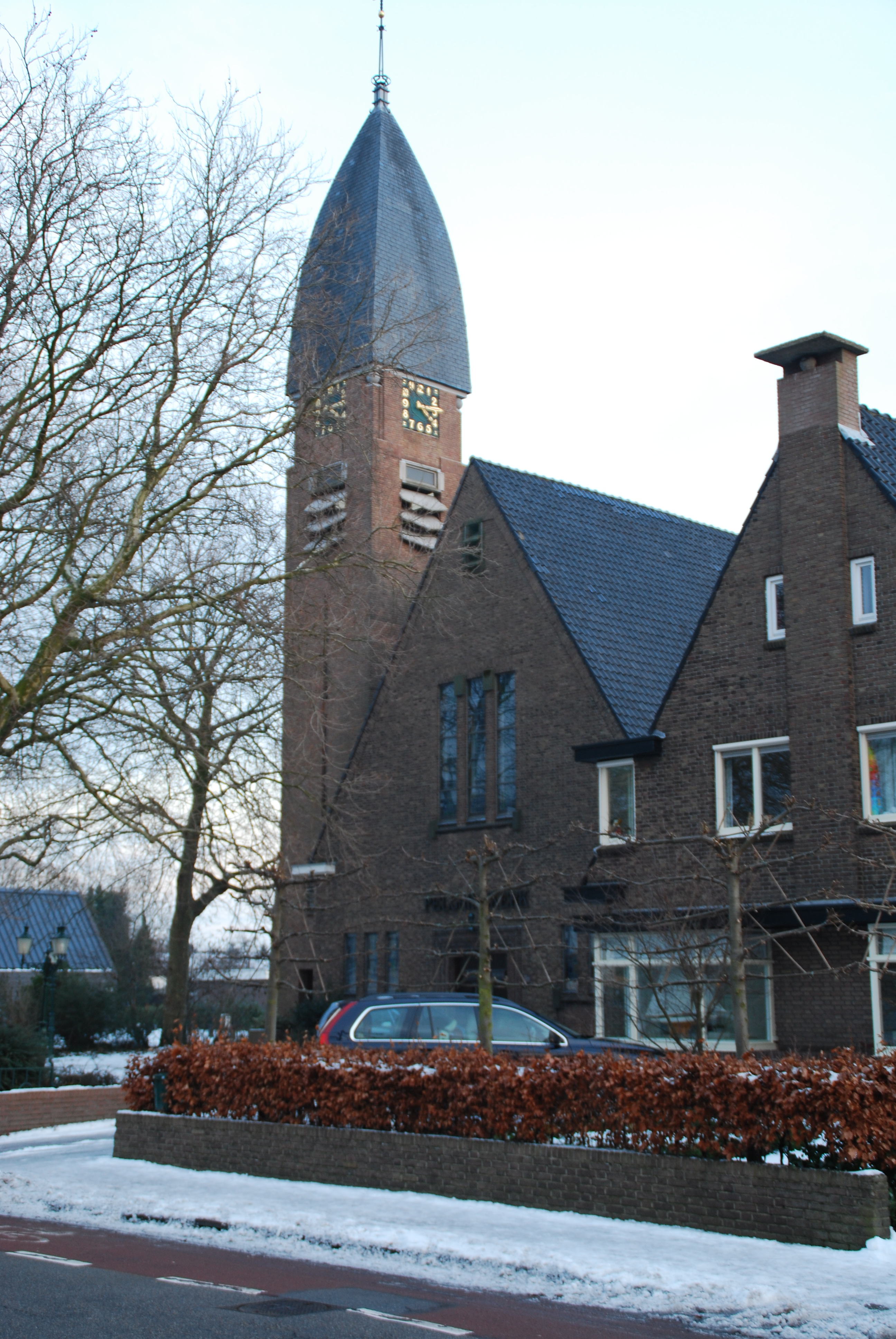
Paraboolvormige spits op de Pelgrimskerk.

### België en Nederland

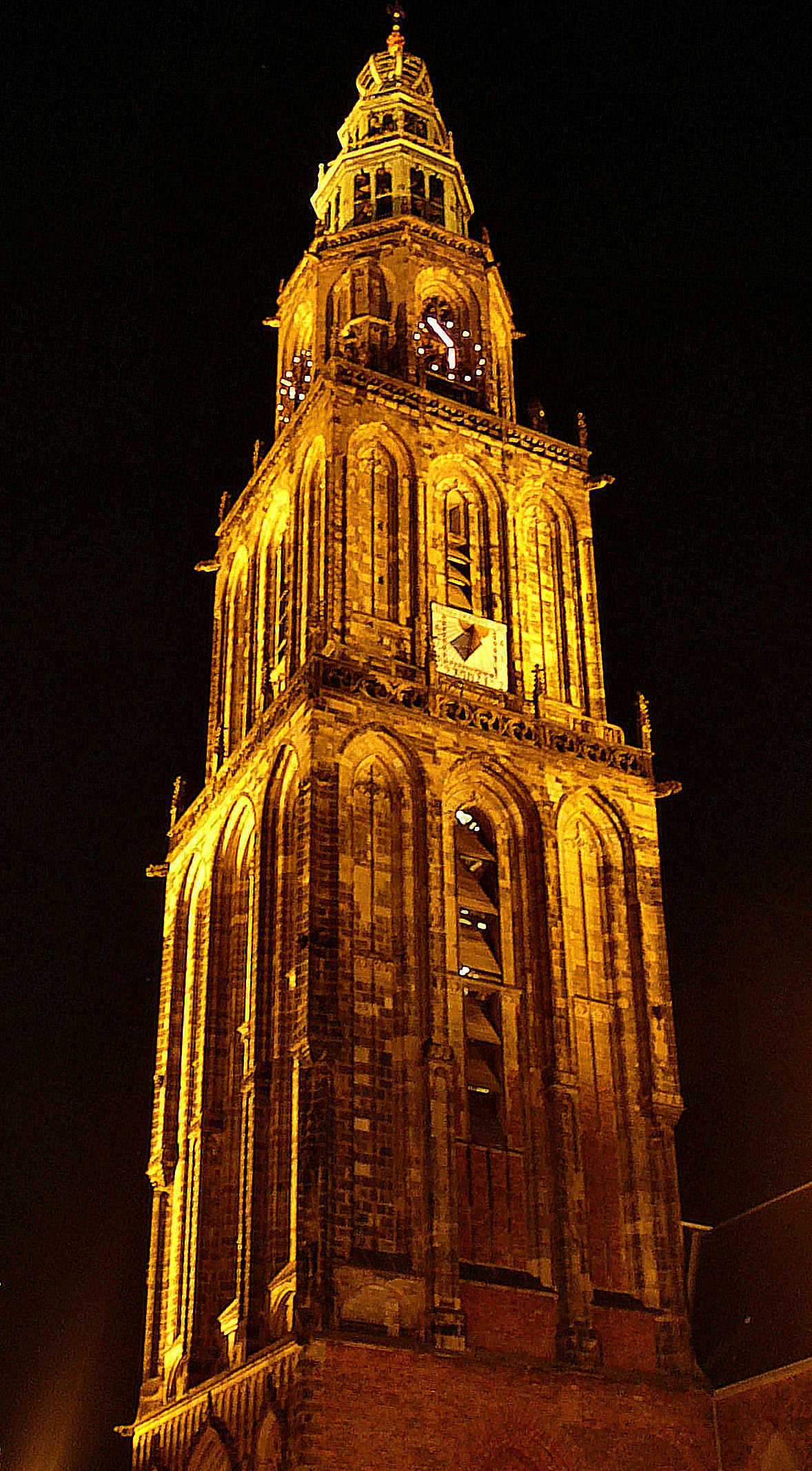
Martinitoren in Groningen.
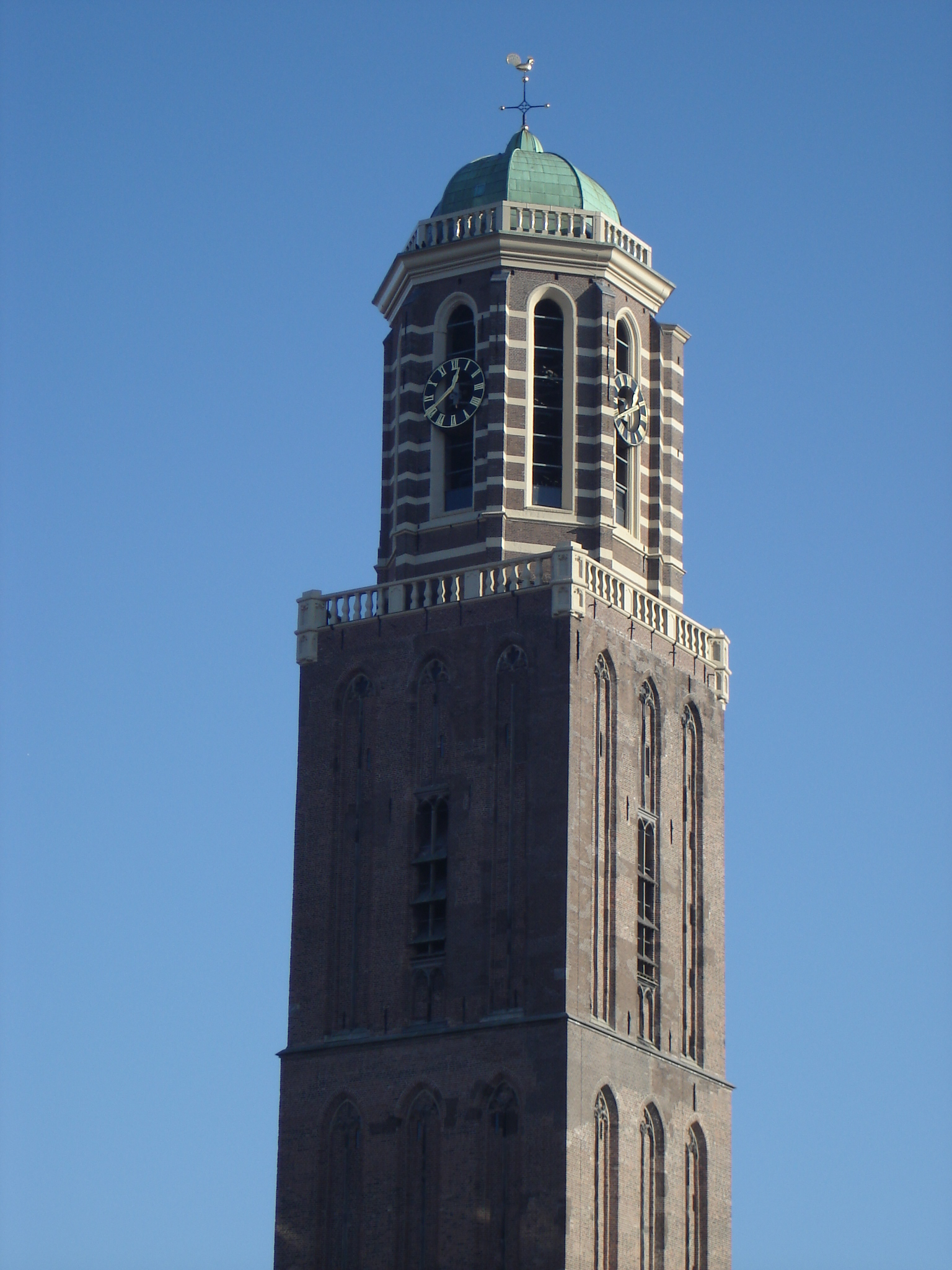
Peperbus in Zwolle.
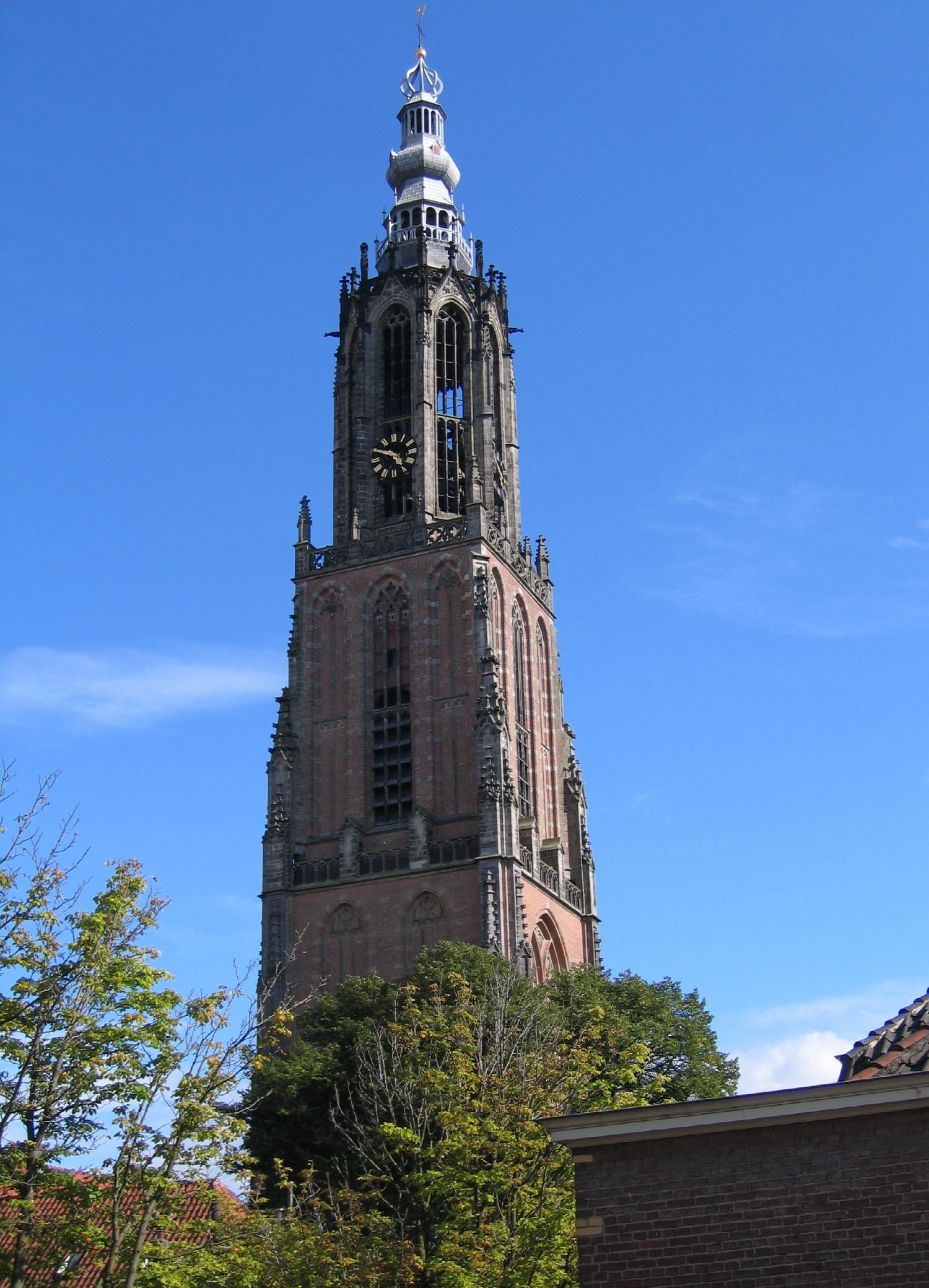
Onze-Lieve-Vrouwetoren in Amersfoort.
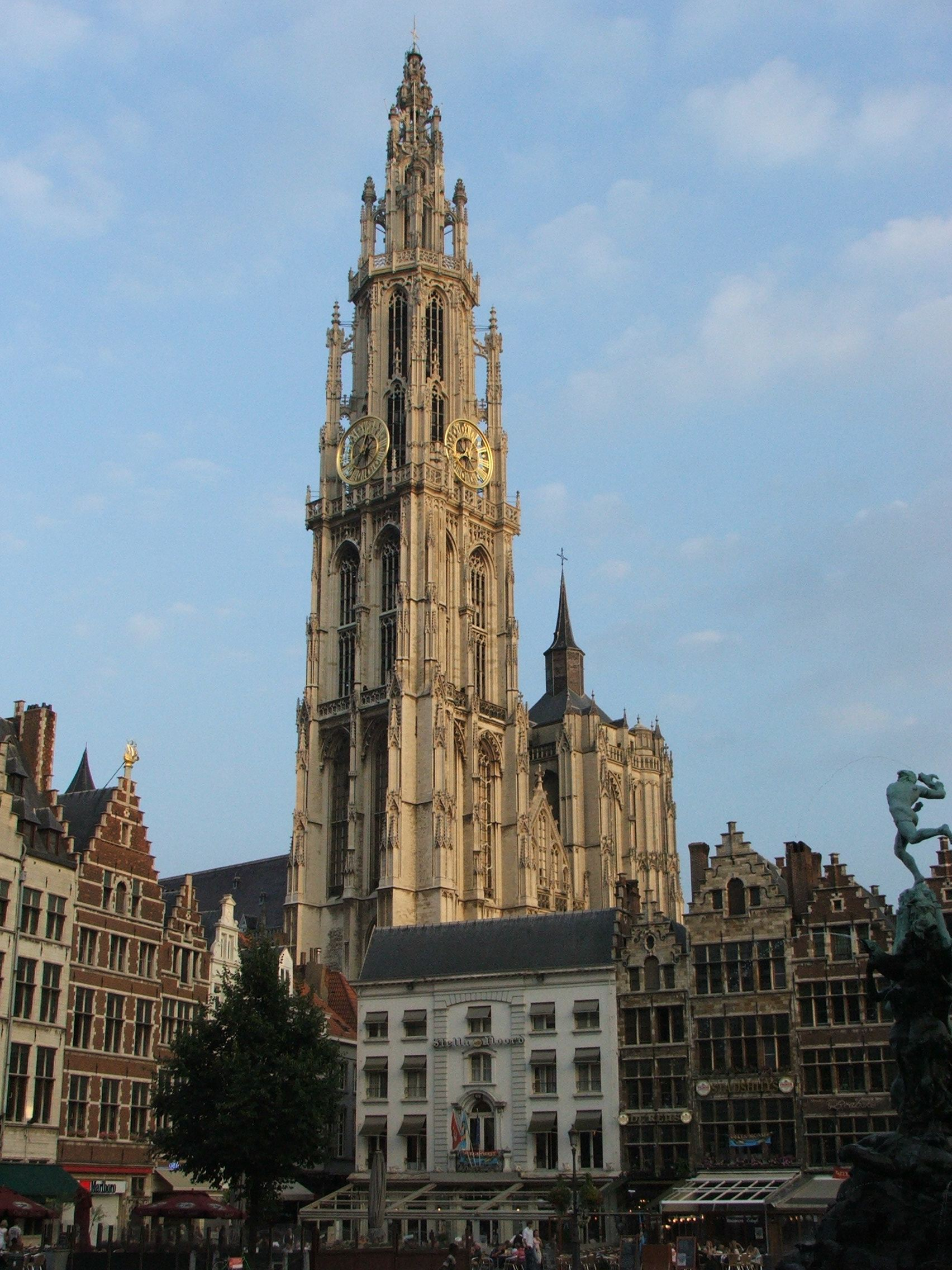
Toren van de Onze-Lieve-Vrouwekathedraal in Antwerpen, hoogste kerktoren van België.
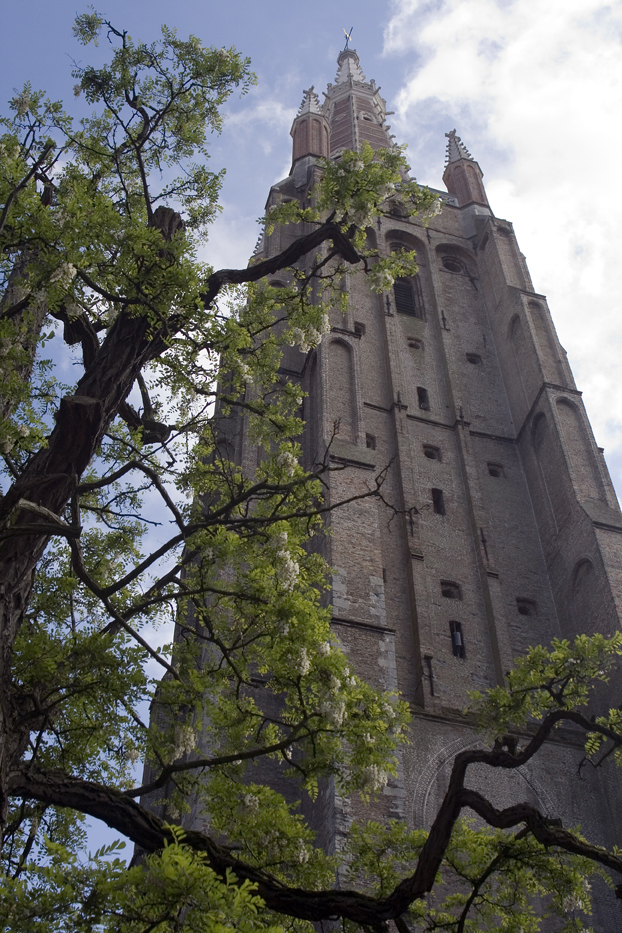
Toren van de Onze-Lieve-Vrouwekerk in Brugge, de hoogste bakstenen toren van België en de op een na hoogste ter wereld.
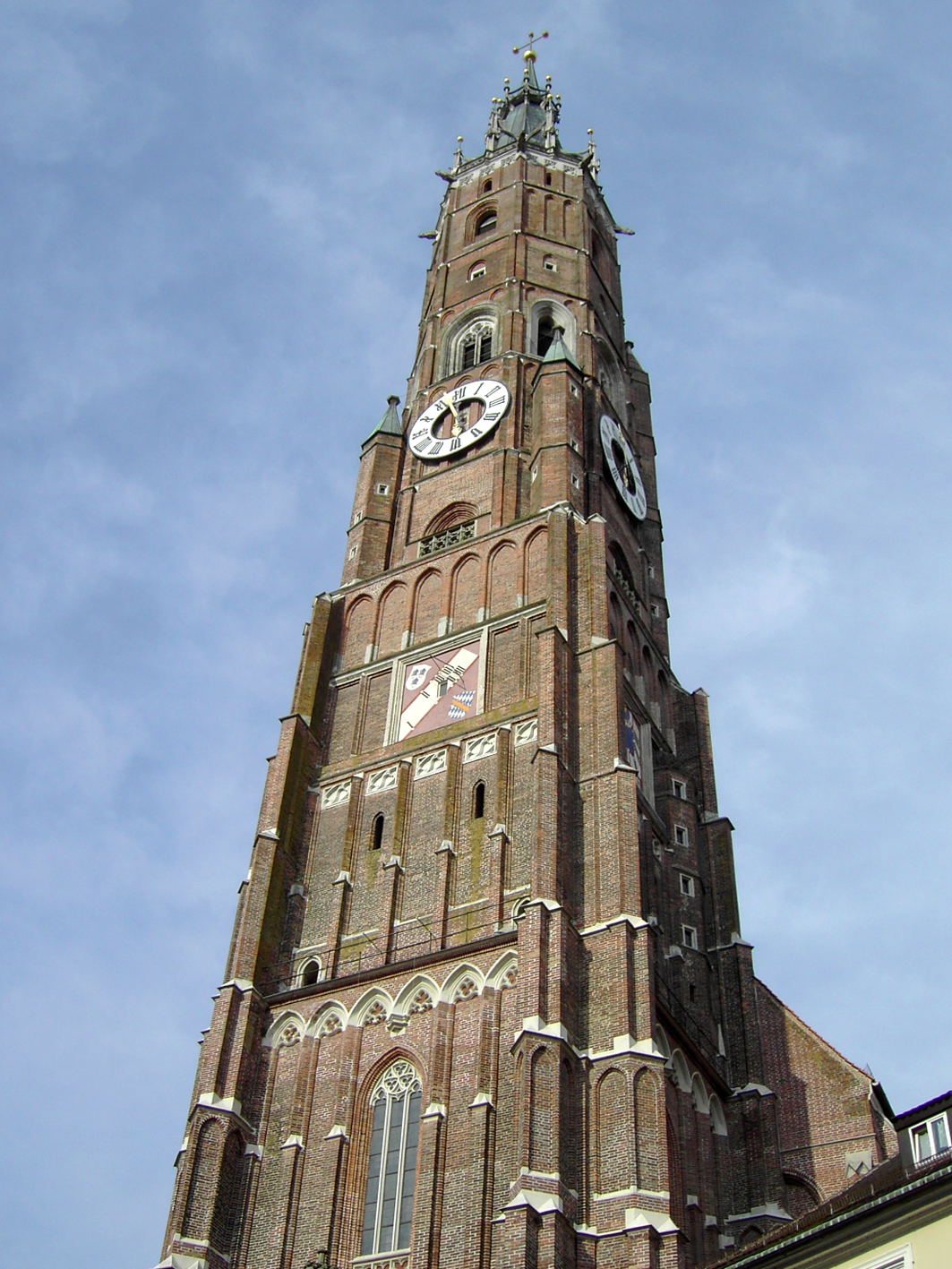
Toren van de Sint-Martinuskerk in Landshut, de hoogste bakstenen toren ter wereld.
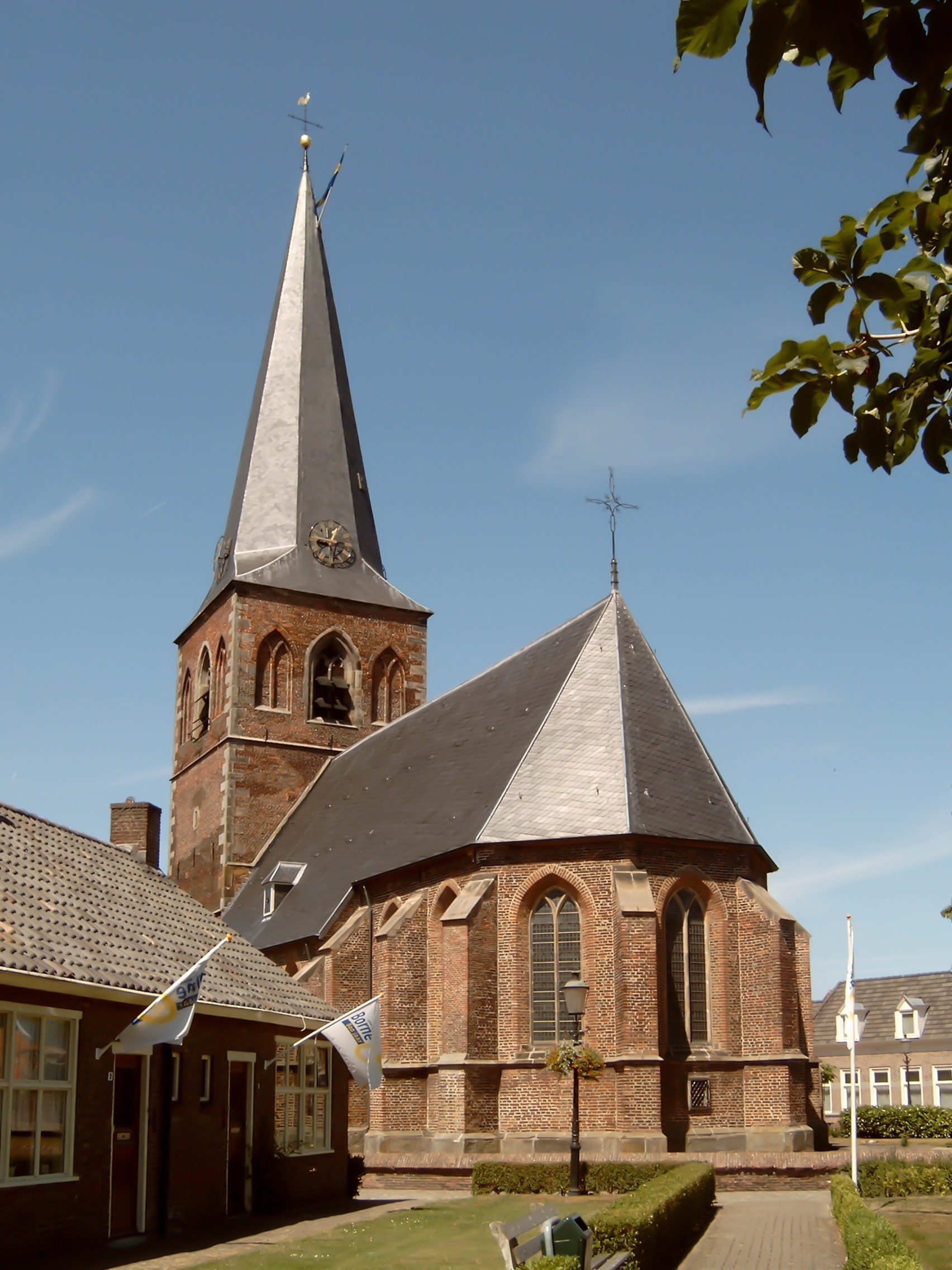
Een in Nederland veelvoorkomende kerktoren met spits, zoals deze in Borne.
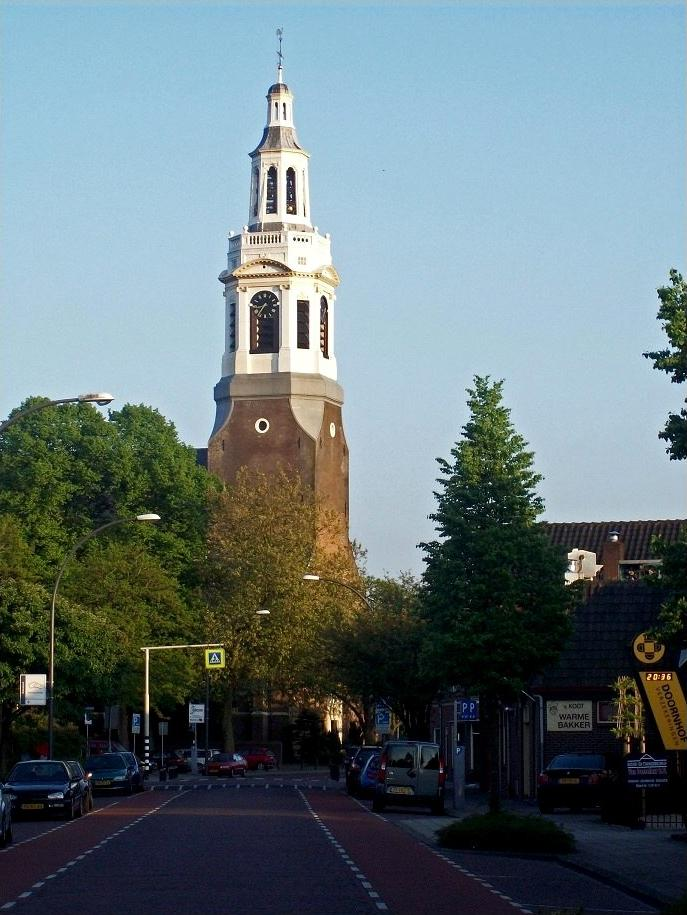
Witte kerktoren van Nijkerk. Uniek in Nederland, omdat de architect moest beloven geen dergelijke toren voor een andere plaats te ontwerpen.